# نبيت جرثومي معوي

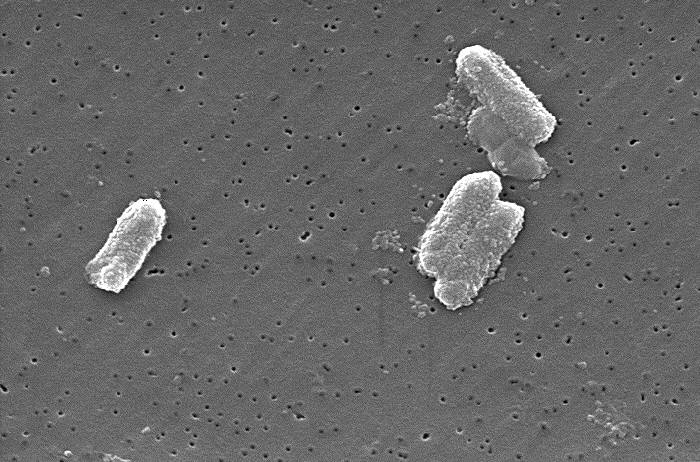
سيتروباكتير فرويندي ، يعيش في الأمعاء

النبيت الجرثومي المعوي هو مجموعة الميكروبات الموجودة في الجهاز الهضمي الخاص بالإنسان والحيوانات الأخرى، بما فيها الحشرات.
في الإنسان، يسكن النبيت الجرثومي في الأمعاء الغليظة وتضم أكبر عدد من البكتيريا وأكبر عدد من الأصناف مقارنة بمناطق أخرى في الجسم (نحو 5و1 كيلوغرام)؛ كما يوجد القليل منها في الأمعاء الدقيقة. وتتكون تلك الجراثيم للمساعدة على عملية الهضم في الإنسان بعد عام إلى عامين من ولادته، وفي غضون ذلك الوقت تتطور كلاً من الأنسجة المعوية الطلائية والطبقة المخاطية المعوية التي تفرزها بشكل يمّكنها من التحمّل، وتقدم الدعم للجراثيم المفيدة للإنسان التي أيضاً بدورها تقوم بتوفير حاجز حماية ضد الكائنات الحية الممرضة.

## التركيب

### التشريح

#### المعدة
بسبب الحموضة العالية في المعدة، لا تستطيع معظم المكروبات البقاء على قيد الحياة فيها. تشمل الجراثيم الأساسية التي تقطن المعدة: الجراثيم المكوّرة العقدية، والجراثيم المكوّرة العنقودية، والجراثيم اللبنية، والجراثيم المكورة العقدية الهضمية، وأنواع من الخميرة. إن جرثومة الملوية البوابية هي جرثومة حلزونية سلبية غرام تستقر على مخاطية المعدة مسببة التهاب معدة مزمن، وداءً قرحيًا هضميًا، وتُعتبر أحد مسببات سرطان المعدة.:904

#### الأمعاء
تحوي الأمعاء الدقيقة على كمية قليلة جدًا من المكروبات نظرًا إلى قربها من المعدة وتأثيرها عليها. إن الجراثيم المكورة إيجابية غرام والجراثيم عصوية الشكل هي الميكروبات المسيطرة الموجودة في الأمعاء الدقيقة. على كل حال، تهيئ الظروف القلوية في الجزء القاصي من الأمعاء الدقيقة وجود جراثيم سلبية غرام من فصيلة الأمعائيات. يساعد النبيت الجرثومي المعوي في العديد من الوظائف المعوية. يؤمن النبيت الجرثومي المعوي إشارات تنظيمية تسمح بتطور الأمعاء واستخدامها. قد يؤدي فرط نمو الجرثومي في الأمعاء الدقيقة إلى حدوث قصور معوي. بالإضافة إلى ذلك، تحوي الأمعاء الغليظة أكبر نظام بيئي جرثومي في جسم الإنسان. يتكوّن 99% من النبيت في الأمعاء الغليظة والبراز من جراثيم غير هوائية مُجبَرة مثل العصوانيات والشقّاء (جنس جراثيم من فصيلة الشعِّيّات). تتضمن العوامل التي تخرّب النبيت الجرثومي للأمعاء الدقيقة المضادات الحيوية، والإجهاد (الشدة)، والطفيليات.
تشكل الجراثيم معظم النبيت الميكروبي في القولون و60% من الكتلة الجافة للبراز. هذا يجعل البراز مصدرًا مثاليًا للنبيت المعوي من أجل أي اختبارات أو تجارب، وذلك من خلال استخراج الحمض النووي من عينات البراز، وتتولّد سلاسل مورثات الرنا 16S rRNA مع بداية الوجود الجرثومي. غالبًا ما يكون هذا النوع من الاختبارات مفضلًا على التقنيات الأكثر غزوًا مثل الخزعات. يعيش في الأمعاء ما بين 300 و1000 نوعًا مختلفًا، وعند معظم الأشخاص يكون العدد نحو 500. على كل حال، من المحتمل أن 99% من الجراثيم تنتمي إلى نحو 30 أو 40 نوعًا، وتكون الجرثومة البرازية البراوسناتية أكثر الأنواع شيوعًا لدى البالغين الأصحاء. تشكل الفطور والطلائعيات (الكائنات وحيدة الخلية) أيضًا جزءًا من النبيت المعوي، لكن المعروف حول نشاطاتها ما يزال قليلًا. يكون الفيروم (مجموعة الحموض النووية الميكروبية في نظام بيئي معين) بمعظمه من العاثيات.
تقترح الأبحاث أن العلاقة بين النبيت المعوي والبشر ليست مجرد معايشة (وجود غير ضار للطرفين)، بل هي علاقة تقايض وتكافل. رغم أن البشر قد يبقون على قيد الحياة دون النبيت المعوي، فإن ن الميكروبات تقوم بوظائف مفيدة، مثل تخمير ركائز الطاقة غير المستخدمة والأسيتات، وتدريب الجهاز المناعي من خلال مركبات نهائية مثل البروبيونات والأسيتات، ومنع نمو أنواع ضارة، وتنظيم تطور الأمعاء، وإنتاج فيتامينات مفيدة للمضيف (مثل البيوتين والفيتامين ك)، وإنتاج هرمونات من أجل توجيه المضيف نحو تخزين الدهون. يرتبط التعديل الشامل واختلال توازن النبيت المعوي أو تشكيلة المورثات بحدوث البدانة. ومع ذلك، في حالات معينة، يُعتقَد أن بعض الأنواع قادر على إحداث الأمراض من خلال إحداث الخمج أو زيادة خطر حدوث السرطان لدى المضيف.

## فوائدها للإنسان وعملها
يوجد في الأمعاء عدد من الميكروبات يبلغ 3و1 أكثر من خلايا الجسم جميعا.

ويوجد في الأمعاء الغليظة عدد كبير منها أكبر مما اتحتويه منها الأمعاء الدقيقة. تشترك الميكروبات الموجودة في الأمعاء الدقيقة في وقاية الجسم من الميكروبات المسببة للمرض، وهي تساعد في ذلك عمل الجهاز المناعي. تمت تجارب للميكروبات على الفئران
الحرة وفئران المختبرات وهي تبين أن مختلف أنواع البكتيريا والأميبا تصبح مرضية في وجود جراثيم الأمعاء الغليظة، ولكن البعض الآخر من الفئران لم يتأثر بها أو تأثر بها قليلا.

استقرار حالة الأمعاء واختلاف أنواع ما يتناوله الفرد من الغذاء تسمح بتطور أنواع الميكروبات وأعدادها ونشاطها، فهي تشكل مجتمع وتشكيلة تخص الإنسان عائلها . جزء من غذاء الإنسان يعيش عليه النبيت الجرثومي المعوي وهي تمده بالطاقة. للنبيت الجرثومي المعوي عدة فوائد، مثل:
- مساعدة جهاز المناعة[15]
- مكافحة جراثيم مسببة للمرض ,
- تكوين فيتامينات، مثل فيتامين بي12 ، وفيتامين كي، وثيامين وريبوفلافين
- مساعدة عملية الهضم [16]
- تنشيط حركة الأمعاء
- إنتاج احماض دهنية فصيرة السلاسل، بوتيرات، حمض الخليك، حمض بروبيون
- ابطال عمل بعض الجراثيم الضارة، مثل كسينوبيوتيكا Xenobiotika[17]
- تحسين النشاط والجهد الطويل، مثل جري المارثون[18]

## تكوّن نبيتة جرثومية معوية ضارة
قد تحدث تغييرات في النبيت الجرثومي المعوي إما كنبيت صغير أو نبيت أكثر من اللازم وتكون مجموعة الجراثيم المكونة للنبيت مغايرة. وقد يتكون النبيت الجرثومي إما في الأمعاء الغليظة أو الأمعاء الدقيقة وقد تتكون في كلاهما معا. والتكوين المناسب لنبيت جرثومي معوي يعتمد على الشخص العائل. فقد وجد أن فئران التجارب التي زرعت فيها نبيتة جرثومية معوية إنسانية أو من نوع آخر من الفئران، وجد أن لها تأثير سلبي على جهاز مناعتها. 

### الأعراض
تتسبب تلك النبيتات الجرثومية المعوية الضارة في آلام في البطن، وانتفاخ وانخفاض في المناعة وانخفاض في الاستفادة من الغذاء أو حساسية بالنسبة لبعض مكونات الغذاء. في حالة وجود نبيتة جرثومية مختلة قد تصاب البطن بانتفاخ من دون تنفيس غازات، ويحتفي هذا الانتفاخ أثناء الليل. وفي حالة نبيتة جرثومية معوية ضارة في الأمعاء الغليظة قد تظهر أعراض انتفاخ في البطن وتكون مصحوبة بإخراج غازات. ويكون لتلك النبيتة الجرثومية الضارة مفعول سيء على جهاز المناعة للعائل، وقد وجد أن بعضها مما يصيب الأمعاء الغليظة له تأثير غير مناسب على الجهاز العصبي للعائل.

### التشخيص
لمعرفة وجود تبيت جرثومي معوي ضار يجري الطبيب على المصاب بأعراض اختبار التنفس الهيدروجيني لسكر اللاكتوز. كما يُنصح بإجراء اختبار التنفس الهيدروجيني أيضا باللاكتوز أو الفركتوز، حيث قد تكون الحساسية نابعة من حساسية بكتيرية. فإذا تبين أن النبيتة الجرثومية ليست موجودة في الأمعاء الدقيقة، في تلك الحالة يمكن التأكد من حالة النبيت الجرثومي المختل في الأمعاء الغليظة عن طريق الفحص المعملي للبراز.

## اقرأ أيضا
- نبيت جرثومي جلدي
- ميكروبيوم
- يوروليثين